# Ostrówek (Wola Buchowska)
Ostrówek – przysiółek wsi Wola Buchowska w Polsce położona w województwie podkarpackim, w powiecie jarosławskim, w gminie Jarosław, w sołectwie Wola Buchowska
W latach 1975–1998 miejscowość położona była w województwie przemyskim.
Ostrówek jest położony przy Gorzycach, od których jest oddzielony pastwiskiem i Przykopą.
Ostrówek należy do parafii Gorzyce i obwodu szkolnego szkoły podstawowej w Gorzycach.